# 958

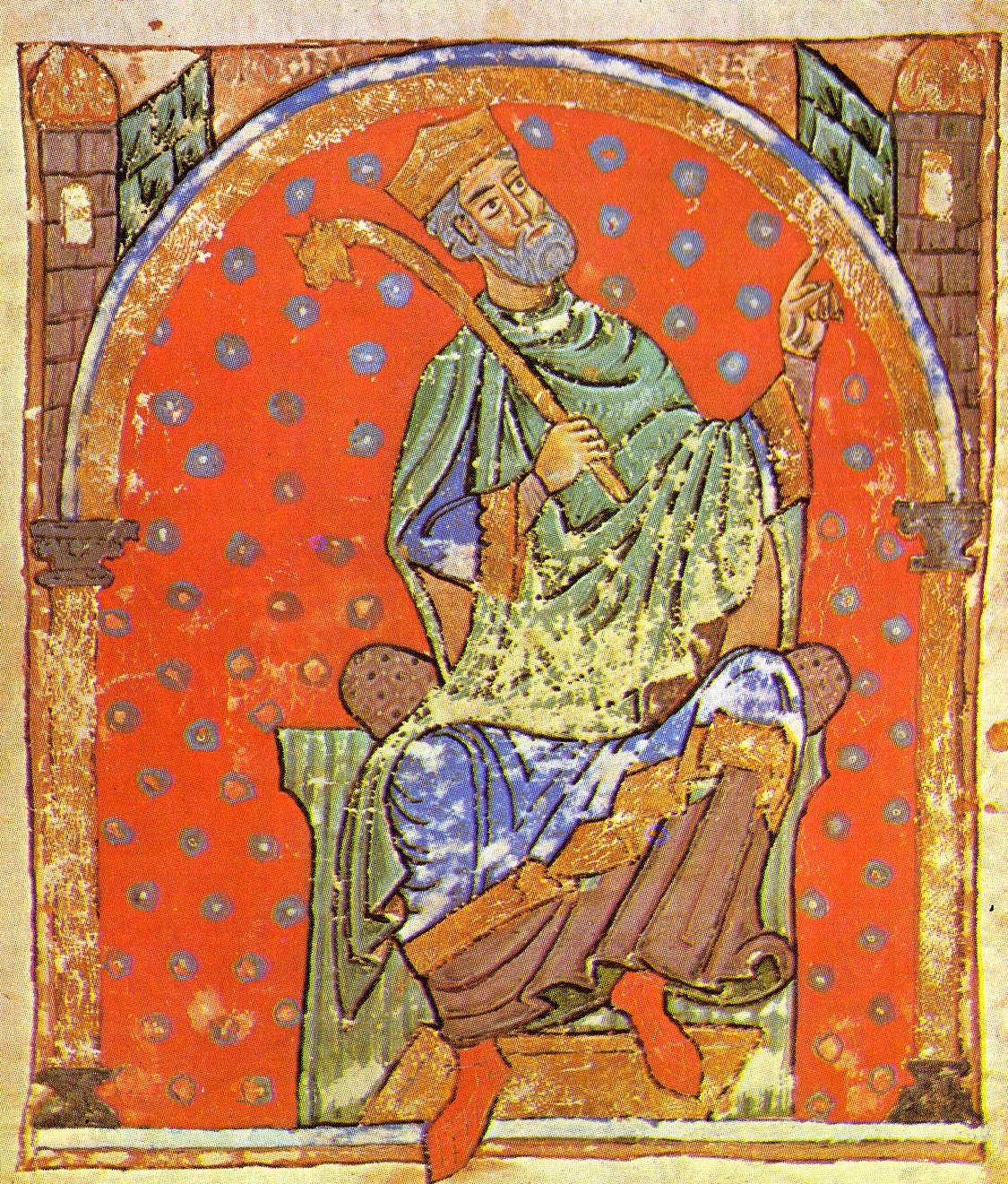
Koning Ordoño IV (ca. 926 - 962)

Het jaar 958 is het 58e jaar in de 10e eeuw volgens de christelijke jaartelling.

## Gebeurtenissen

### Europa
- Voorjaar - Koning Berengarius II valt het markgraafschap Verona binnen en belegert markgraaf Adalbert-Atto bij Canossa in Noord-Italië. Berengarius stuurt een expeditieleger en verovert de steden Spoleto en Camerino. Na een korte belegering, wordt Berengarius gedwongen door Koning Otto I ("de Grote") en Arduin van Auriate, markgraaf van Turijn, het beleg van Canossa op te heffen.[1]
- Koning Sancho I ("de Vette") wordt afgezet door de Spaanse adel aangevoerd door zijn neef Ordoño IV ("de Slechte") en graaf Ferdinand González. Sancho wordt verbannen naar Navarra en Ordoño wordt gekroond als nieuwe heerser van León. Dankzij de hulp van Ferdinand om de troon te bestijgen, trouwt Ordoño met zijn 23-jarige dochter Urraca Fernández.[2]
- 11 november - Graaf Fulco II ("de Goede") overlijdt en wordt opgevolgd door zijn 20-jarige zoon Godfried I. Hij zet de expansiepolitiek van zijn vader voort en richt zich op de overheersing van Nantes in Bretagne.[3]
- Graaf Arnulf I ("de Grote") benoemt zijn zoon Boudewijn III tot medegraaf van Vlaanderen en draagt het bestuur van het zuidelijke deel van het graafschap aan hem over.

## Geboren
- Adalbero II, bisschop van Verdun en Metz (overleden 1005)
- Basileios II, keizer van het Byzantijnse Rijk (overleden 1025)
- Jaropolk I, grootvorst van het Kievse Rijk (overleden 980)

## Overleden
- 15 oktober - Toda Aznar (82), koningin-gemalin van Navarra
- 11 november - Fulco II ("de Goede"), graaf van Anjou (r. 942 - 958)
- Drogo van Bretagne, hertog van Bretagne en Nantes (r. 952 - 958)
- Gorm de Oude, koning van Denemarken (waarschijnlijke datum)